# Alfred Duggan
Alfred Duggan (* 1903 in Lomas de Zamora, Argentinien; † 4. April 1964 in Ross-on-Wye, Wales) war ein britischer Schriftsteller, der historische Romane verfasste.
Duggan wurde in Argentinien in eine reiche Grundbesitzerfamilie irischen und amerikanischen Ursprungs geboren. Duggans Familie zog nach England, als er zwei Jahre alt war. Seine Mutter Grace heiratete nach dem Tod seines Vaters Alfred Hubert Duggan den britischen Politiker und früheren Vizekönig von Indien, Lord George Curzon.
Seine Romane waren dafür bekannt, dass sie auf genauen historischen Forschungen basierten. Die Romane handelten meist im antiken Rom und im Mittelalter.
Knight With Armour (1946) war der erste Roman Duggans. Duggan besichtigte jeden im Roman genannten Ort und jedes Schlachtfeld, da er während der 1930er Jahre als Archäologe an Ausgrabungen in Istanbul teilgenommen hatte.

## Werke

### Romane
- Knight with Armour (1946)
- Conscience of the Kin (1951)
- The Little Emperors (1951)
- Lady for Ransom (1953)
- Leopards and lilies (1954)
- God and My Right (1955)
- Winter Quarters (1956)
- Devil's Brood: The Angevin Family (1957)
- Three's Company (1958)
- Children of the Wolf (1959)
- Founding Fathers (1959)
- The Cunning of the Dove (1960)
- The King of Athelney (1961)
- The Right Line of Cerdic (1961)
- Lord Geoffrey's Fancy (1962)
- Besieger of Cities (1963)
- Family Favourites (1963)
- Count Bohemond (1964)
- The Romans (1965)
- Castles (1969)
- Elephants and Castles (1973)
- Alfred the Great (2005)
- Sword of Pleasure (2006)

### Sachbücher
- Thomas Becket of Canterbury (1952)
- Julius Caesar: A Great Life in Brief (1955)
- My Life for My Sheep: Thomas a Becket (1955)
- He Died Old: Mithradates Eupator, King of Pontus (1958)
- Look At Castles (1960)
- The Castle Book (1961)
- Look At Churches (1961)
- Growing Up in Thirteenth Century England (1962)
- The Story of the Crusades 1097–1291 (1963)
- Growing up with the Norman Conquest (1965)
- The Falcon And the Dove: A Life of Thomas Becket of Canterbury (1971)